# Fraisse (Dordonya)
Fraisse (en francès Fraisse) és un municipi francès situat al departament de la Dordonya i a la regió de la Nova Aquitània.

## Demografia
| 1962                                       | 1968 | 1975 | 1982 | 1990 | 1999 | 2007 |
| ------------------------------------------ | ---- | ---- | ---- | ---- | ---- | ---- |
| 190                                        | 170  | 140  | 129  | 120  | 157  | 151  |
| Des de 1962: població sense dobles comptes |      |      |      |      |      |      |

## Administració
| Període   | Identitat         | Partit |
| --------- | ----------------- | ------ |
| 1947-1983 | Gérard Lajonie    |        |
| 1983-1995 | Maurice Dudreuilh |        |
| 1995-2008 | Patrick Hivert    |        |
| 2008-     | Régis Lajonie     |        |